# Вітер з порогів
«Вітер з порогів» (також відомий як «Останній лоцман») — український радянський агітаційно-пропагандистський фільм, знятий Арнольдом Корюмом на кіностудії ВУФКУ Київ.
В Україні прем'єра фільму відбулася 3 березня 1930 в Києві, а в Росії — 13 березня 1931 в Москві.

## Сюжет
Будівництво Дніпрогесу розпочато 1927 року. Подальше затоплення дніпровських порогів назавжди змінює давній уклад життя землеробів із прибережних сіл. Однак старий лоцман Остап Ковбань не поспішає миритися з прогресом. От тільки на його шляху стоїть рідний син Андрій.

## У ролях
- Микола Садовський — Остап Ковбань, останній лоцман
- Лідія Островська — Марина. дочка Остапа
- Іван Кононенко-Козельський — Андрій, син Остапа
- Микола Братерський — Степан, молодий лоцман
- Г. Кузнєцов — технік

## Творча команда
- Режисер: Арнольд Корюм
- Сценаристи: Георгій Брасюк, Арнольд Кордюм
- Оператор: Йозеф Рона
- Художник: Василь Кричевський

## Технічні характеристики
Фільм німий, чорно-білий, 7 частин, 1740 метрів.

## Відновлена версія
Фільм довгий час вважався втраченим, аж поки він не був віднайдений у 2013 році у приватній колекції у Франції. Після реставрації Довженко-Центром репрем'єра фільму відбулася на фестивалі «Німі ночі» в 2018 році.
Подивится оновлену версію із сучасним музичним супроводом в онлайн-кінотеатрі Довженко-Центру.